# نبولاسور
نبولاسور (نام علمی: Nebulasaurus) نام یک سرده از فروراسته خزنده‌پایان است.